# Pasticcio (serie animata)
Pasticcio (Klutter!) è una serie televisiva canadese a cartoni animati prodotta do Fox Kids e creata da Savage Steve Holland e Bill Kopp come spin-off di Fl-eek Stravaganza. La proprietà della serie passò alla Disney nel 2001, quando la Disney acquisì Fox Kids Worldwide.

## Pasticcio
La serie venne trasmessa in Canada e negli Stati Uniti nel 1995, assieme agli episodi di Fl-eek Stravaganza e Tontosauri. Fu prodotta dagli studi Nelvana e Fox Kids in collaborazione con Savage Studios Ltd.
La serie racconta le disavventure di una strana creatura, un eponimo scambiandosi per un animale domestico formato da vestiti e con occhi lunghi di una lumaca.